# Dactylonotum shaanxiense
Dactylonotum shaanxiense är en stekelart som beskrevs av Chou och Qiao Ping Xiang 1981. Dactylonotum shaanxiense ingår i släktet Dactylonotum och familjen bracksteklar. Inga underarter finns listade i Catalogue of Life.